# Ordonnance de Montpellier
L'ordonnance de Montpellier est un texte normatif édicté par le roi de France François Ier le 28 décembre 1537. Elle crée le premier système de dépôt légal en France.
Cette ordonnance est considérée comme le plus ancien texte normatif encore en vigueur en France.

## Historique

### Contexte
Dans un contexte marqué par l'essor du protestantisme, le 13 janvier 1535, François Ier interdit toute impression à la suite de l'affaire des Placards. Ce décret a été abrogé par la suite, mais les inquiétudes concernant les enseignements religieux erronés subsistent.
L'ordonnance est l'un des 140 actes signés par le roi lors de son séjour à Montpellier du 21 décembre 1537 au 17 janvier 1538. François Ier y décrète qu'aucun livre ne peut être vendu en France avant qu'un exemplaire ait été déposé dans la librairie royale.

### Application
La loi devait contrôler la diffusion des idées, en particulier des croyances religieuses hérétiques. Cependant, dans les faits, l'ordonnance fut peu appliquée, faute de moyens matériels et humains, malgré de fréquentes mesures légales qui vont se succéder sans grand succès entre 1537 et 1664. L'obligation de dépôt légal fut même abolie durant la Révolution française, avant d'être rétablie.

### Transmission
Aucun original de cette ordonnance n’a été conservé.
Le texte a été transmis par la copie entrée le 7 mars 1538 dans le registre dit des « bannières » du Châtelet de Paris qui conserve des documents juridiques dont la teneur devait être portée à la connaissance de tous. Ce document est aujourd'hui conservé aux Archives nationales.
Le texte de l'ordonnance est publié en 1910 par Henri Lemaître et référencé dans le Catalogue des actes de François Ier par Paul Marichal.

## Contenu de l'ordonnance
À travers cette ordonnance, le roi enjoint imprimeurs et libraires de déposer dans sa librairie tout livre imprimé mis en vente dans le royaume. Elle instaure ainsi le principe de ce qui deviendra le dépôt légal.
L'ordonnance de Montpellier répond à un double objectif : conserver et contrôler. Il s'agit, d'une part, de repérer et préserver « toutes les œuvres dignes d’être vues » afin qu'elles ne disparaissent pas « de la mémoire des hommes » et, d'autre part, de contrôler la diffusion d’idéologies dissidentes et censurer au besoin les ouvrages jugés immoraux.

Dans l'introduction, le roi se réjouit d'avoir restauré les lettres.
François, par la grâce de Dieu roy de France, à tous ceux qui ces présentes lettres verront, salut. Comme depuis notre avènement à la couronne nous ayons singulièrement sur toutes autres choses désiré la restauration des bonnes lettres qui par longue intervalle de tems ont été absentes ou bien la connaissance d’icelles si empeschée et couverte de ténèbres qu’elle ne se pouvoit avoir ne recouvrer pour l’édification, nouriture et contentement des bons et sains esprits qui par ce moyen sont durant ce temps demeurés inutiles, abâtardis et éloignés de leur bonne et naturelle inclination, prenant vice pour vertu ; mais grâce à Notre Seigneur, nous avons tant fait et si bien et soigneusement travaillé que la pristine force, lumière et clarté des bonnes lettres a été en son entier restituée et réduite en nostre dit royaume […]

### La constitution d'un patrimoine
La première partie de l'ordonnance définit l'objet ainsi que les objectifs visés par l'obligation de dépôt. L'ordonnance vise donc à rassembler tous les ouvrages considérés comme valables dans la bibliothèque du roi, qu'il s'agisse de documents déjà publiés ou de la production future. On requiert aussi le dépôt de toutes les copies différentes car celles-ci sont considérées comme autant d'éditions. Les ouvrages déposés seront conservés afin de pouvoir disposer d'une édition de référence originale, exempte de modifications,.
[…] nous avons délibéré de faire retirer, mettre et assembler en notre librairie toutes les œuvres dignes d’être vues qui ont été ou qui seront faites, compilées, amplifiées, corrigées et amendées de notre tems pour avoir recours auxdits livres, si de fortune ils étoient cy après perdus de la mémoire des hommes, ou aucunement immués, ou variés de leur vraye et première publication.
La deuxième partie porte sur l'obligation de dépôt proprement dite. Défense est faite aux imprimeurs et aux libraires de vendre ou de distribuer tout nouvel ouvrage édité en France sans d'abord en avoir donné un exemplaire à la bibliothèque du roi, au château de Blois, et avoir reçu une preuve de dépôt, sous peine de confiscation de l'édition complète et d'amende. Mellin de Saint-Gelais, garde de la librairie, se voit confier la tâche de veiller au respect de ces dispositions.

### La surveillance de l'édition
La troisième partie expose le mode de censure des ouvrages étrangers. On interdit aux libraires et aux imprimeurs de vendre les ouvrages imprimés hors du royaume sans d'abord en faire connaître le contenu au responsable de la bibliothèque du roi qui exercera une censure. Lorsque le texte est approuvé, on émet un certificat et le représentant du roi peut acheter l'ouvrage au prix du marché, s'il le juge utile.
Semblablement voulons, ordonnons et nous plait que nul des dits libraires ou imprimeurs de ce royaume ou d’ailleurs ne puisse doresnavant vendre aucuns livres imprimés hors de notre dit royaume, de quelque qualité ou discipline qu’il soit, que premièrement il n’en baille la communication à iceluy garde de notre dite librairie, ou à son commis […] pour sçavoir s’il sera tolérable d’estre vu, afin d’obvier aux méchantes œuvres et erreurs qui se sont par ci devant imprimées ès pays étrangers et apportées de par deça, et si les dits livres sont trouvées dignes d’estre mis en notre dite librairie et publiés par nostre dit royaume des dits vendeurs d’iceux seront tenus de prendre certification de notre garde ou de son commis qui, si bon lui semble, en achetera pour nous aux prix des autres.
Enfin, la dernière partie décrit les modalités de diffusion de l'ordonnance ainsi que les mesures prises pour en assurer le respect.